# Residències dels Savoia
Les Residències de la Casa Reial de Savoia és un grup de residències de la Dinastia Savoia a Torí i al Piemont inscrits a la llista de Patrimoni de la Humanitat de la UNESCO des del 1997. Inclou els següents patrimonis:

## Residències
- A Torí:
  - Palau Reial de Torí
  - Palazzo Madama
  - Palazzo Carignano
  - Castello del Valentino
  - Villa della Regina

- Al Piamont
  - Palazzina di Stupinigi
  - Reggia di Venaria Reale
  - Castle of La Mandria
  - Castle of Rivoli
  - Castle of Agliè
  - Castle of Moncalieri
  - Palau de Racconigi
  - Pollenzo Estate
  - Castle of Govone